# Atletika na Letních olympijských hrách 1984 – 100 metrů ženy
 Běh na 100 metrů žen na Letních olympijských hrách 1984 finále se uskutečnilo ve dne 5. srpna na stadionu Memorial Coliseum v Los Angeles. 

## Výsledky finálového běhu
| *                | jméno              | země                   | čas   |
| ---------------- | ------------------ | ---------------------- | ----- |
| Zlatá medaile    | Evelyn Ashfordová  | Spojené státy americké | 10,97 |
| Stříbrná medaile | Alice Brownová     | Spojené státy americké | 11,13 |
| Bronzová medaile | Merlene Otteyová   | Jamajka                | 11,16 |
| 4                | Jeanette Boldenová | Spojené státy americké | 11,25 |
| 5                | Grace Jacksonová   | Jamajka                | 11,39 |
| 6                | Angela Baileyová   | Kanada                 | 11,40 |
| 7                | Heather Oakesová   | Velká Británie         | 11,43 |
| 8                | Angella Taylorová  | Kanada                 | 11,62 |